# 伊澤一葉
伊澤 一葉（いざわ いちよう、1976年7月4日 - ）は、日本のピアニスト、キーボーディスト、ボーカリスト、作詞家、作曲家、編曲家、音楽プロデューサー。本名、伊澤 啓太郎（いざわ けいたろう）。中心となって結成したバンドあっぱでは本名の伊澤 啓太郎名義、ソロを含むそれ以外の活動ではメジャーデビューとなった東京事変での伊澤 一葉名義を用いる。愛称は、わっち、ざわこ。

## 人物
ピアノ弾き語りのソロシンガーや自らがフロントマンを務める「あっぱ」のピアノボーカルとして活動するほか、細美武士率いる「the HIATUS」にキーボーディストとして参加している。椎名林檎率いる「東京事変」では鍵盤楽器全般とギター、コーラス、そして曲によってはリードボーカルも担当。
ソロやバンドとしての活動のほか、セッション・ミュージシャンとして片平里菜、吉澤嘉代子、柴咲コウ、由紀さおり、大橋トリオ、土岐麻子、CHARA、salyu、坂本真綾、aiko、米津玄師などのアーティストのレコーディングやライブをサポートし、コンサートツアーではバックバンドのメンバーとしてピアノやキーボードを演奏している。また他のアーティストへの楽曲提供や編曲・プロデュースも行う。
ロックとジャズを核としたアプローチから生み出す多角的な楽曲と独特の世界観を持つリリックセンス、クラシックの教育を受けた端正なソングライティングを特長とする。
父親は岡山県を中心にチェーン展開する文具やOA機器の卸売り企業クラブン株式会社の社長である伊澤正信。また当時、小学校へ提供した楽曲「木の葉のお金使えます」の制作中だったということもあり、表記は「一葉」となった。椎名林檎からは「心十（しんじゅう）」など複数の名前を提案されたものの、それらを拒否して自ら名付けた。

## 演奏スタイル

### ボーカル
NAMやあっぱなどの自分のバンドやソロ活動では自身でリードボーカルを務める。東京事変では多くの楽曲でコーラスを担当するほか、「某都民」「SSAW」（アルバム『娯楽 (バラエティ)』収録）では椎名林檎とのデュエットや椎名と浮雲との三重唱でメインボーカルを務めている。「怪ホラーダスト」（ミニアルバム『color bars』収録）では初めてソロでリードボーカルをとった。

### ピアノ・キーボード
繊細かつ正確でミスタッチのほとんどない演奏スタイル。演奏には多くの楽曲でグランド・ピアノを始めとするアコースティック系の鍵盤楽器を用いることが多いが、東京事変の4thアルバム『スポーツ』の制作において意識的にシンセサイザーなどのデジタル系サウンドを多く取り入れた音作りにも取り組み、キーボーディストとしてのスキルの幅を広めている。
楽曲においてはロックやジャズ、ポップス系のサウンドアプローチを多く取り入れている。ジャズ系アプローチについては、音楽大学自主退学後に、ジャズ・ピアニストの南博から教えを受けている。
伊澤のピアノについて、SEKAI NO OWARIのSaoriとゲスの極み乙女。のちゃんMARIは、ポップソングにもかかわらずサビのメロディーにものすごく細かくピアノを入れたり曲にクラシック的なフレーズを数多く取り入れてそれをポップスに上手く落とし込んだりしていることに衝撃を受けたと語っている。

### ギター
ギターには洋楽ロック的要素が皆無で、BUCK-TICKやBOØWYなどの邦楽ロックから影響を受けている。
東京事変では、2006年のライブツアー「"DOMESTIC!" Just can't help it.」においてギター演奏を初披露。その後もレコーディングやライブでたびたびギターを演奏し、リードギターを担当したりギターソロを弾いたりすることもある。

### ベース
大橋トリオのツアーではベース演奏を披露することもある。

## 略歴
1976年、岡山県倉敷市にて誕生。4歳からピアノを弾き始める。中学2年生の頃からギターを始めると共にバンド活動を開始、高校時代からはボーカルも務めるようになる。
1996年、一浪の後に国立音楽大学作曲科に合格。入学と同時に上京し、新たなバンドと共に作曲活動も行う。しかし、"勉強して作曲できる"ということに疑問を持ち始め、2年で大学を中退。大学を辞めた後、PE'Zのヒイズミマサユ機とバンドを組むが、3か月ほどで解散。当時は僧侶のような坊主頭で、赤い照明だけの深紅に染まった部屋でグランドピアノと共に生活していた。
1998年
- 伊澤の呼びかけによりバンド「NAM」を結成。メンバーの脱退と加入を繰り返しつつも定期的にライブ活動を行う。

2003年
- 「NAM」活動休止。ソロ活動に入る。その後もバンド名・ソロ名義を頻繁に変えながらも音楽活動に専念。

2004年
- 12月、自らピアノボーカルを担当し、全曲の作詞・作曲も手がける3ピースバンド「あっぱ」[注 5]を結成し、インディーズで活動を開始する[7]。

2005年
- 初夏、友人のヒイズミマサユ機の紹介で顔見知りだった椎名林檎に誘われ、ヒイズミの後任として椎名率いる「東京事変」にキーボード担当として加入[注 6][7]。本格参加は2ndアルバム『大人 (アダルト)』のレコーディングからで、すぐに楽曲提供や編曲を行う[注 7]。しかし初めてメンバー全員が揃う日の前日に腱鞘炎が悪化したため同時録音に参加できず、1か月遅れで一人で演奏したものをあとから音源に重ねている[10]。
- 12月、椎名林檎の公式ファンクラブ限定イベント「第1回林檎班大会 アダルト・オンリー」に東京事変のメンバーとして参加。しかし腱鞘炎のためピアノが演奏できず、パーカッションで参加した。

2007年
- 椎名林檎×斎藤ネコのアルバム『平成風俗』に参加。収録曲『ギャンブル (M1)』でピアノを演奏している。
- 8月18日、『J-WAVE LIVE 2000+7』の平井堅のステージにシークレット・ゲストとして登場した椎名林檎が伊澤作曲の東京事変のシングル曲「キラーチューン」を歌った際にメンバーの浮雲と2人で演奏を担当[11]。

2009年
- 6月24日リリースのともさかりえのアルバム『トリドリ。』で楽曲提供（「タリンス」）と編曲（「子供の情景」で椎名林檎と共編曲）を行う。
- 6月からELLEGARDENの細美武士率いる「the HIATUS」にツアーメンバーとして鍵盤で参加。EP（シングル）「Insomnia」収録曲「Antibiotic」ではレコーディングにも参加している。
- 細美武士と弾き語りユニット「細美一葉」（Vo&G：細美、Key：伊澤）を結成、ライブを行う。

2011年
- 12月31日、東京事変として「第62回NHK紅白歌合戦」に出場する椎名林檎のバックバンドを務める。

2012年
- 2月29日（閏日）、所属していた東京事変が解散。
- 10-12月、大橋トリオのカルテット編成ツアー「ohashiTrip」に、元東京事変のバンドメンバーだった長岡亮介（浮雲）とともにサポートで参加[12]。

2013年
- 前任のキーボーディスト・堀江博久のグループ離脱に伴ってthe HIATUSの正式メンバーとなり、楽曲制作にも参加するようになる。
- 3-4月、Charaのレコ発ツアー「Chara Live Tour2013 "Cocoon"」にバックバンドのオーロラバンドのメンバーとして参加[注 8][14]。

2014年
- 3-5月、大橋トリオの全国ツアー「ohashiTrio HALL TOUR 2014」にサポートで参加。
- 9月13-14日、音楽プロデューサー矢野博康の企画によるライブイベント「YANO MUSIC FESTIVAL 2014」で、ステージの演奏を務める「矢野フェスバンド」に参加[注 9]。
- 12月20日、土岐麻子のソロ10周年公演「TOKI ASAKO 10th ODYSSEY ソロデビュー10周年 感謝祭!! どこにも省略なんてなかった3952days」にサポートで参加。

2015年
- 5月、吉澤嘉代子の全国ワンマンツアー「吉澤嘉代子 箒星ツアー'15」にサポートで参加。
- 7月13日、震災復興ライブイベント「Journey back Home『こころの旅』2015」に参加[注 10]。

2016年
- 1月、バンド「katsina session（カチナセッション）」始動。
- 1月30日、大学時代からの付き合いの渡辺シュンスケ（Schroeder-Headz）の主催する渡辺シュンスケ生誕祭「シンシュンシュンチャンショー2016」に出演[17]。
- 4-6月、大橋トリオの全国ツアー「ohashiTrio 2016 TOUR 〜10 TEN〜」に再び長岡亮介とともにサポートで参加。
- 5月28日、ロック・フェスティバル「VIVA LA ROCK 2016」にさまざまなボーカリストを迎えて日本のロックアンセムをセッションするスペシャルバンド「VIVA LA J-ROCK ANTHEMS」のメンバーとして参加[注 11]。
- 8月29日、Salyuの自主企画ライブ「Salyu Live 2016 Sonorous Waves」の対バン企画で、Salyuとゲストの片平里菜のどちらともツアーでの共演経験があることから、両方のサポートを務める[19]。
- 9月24日、野外ライブイベント「GAMA ROCK FES 2016」に「Journey back Home『こころの旅』in GAMA ROCK」として出演[注 12]。
- 12月4日・12日、柴咲コウのアコースティックライブ「Ko Shibasaki billboard Acoustic Night」にサポートメンバーとして出演。
- 12月31日、第67回NHK紅白歌合戦に出場する椎名林檎のバックバンドのメンバーを務める。

2017年
- 3月5日、片平里菜初のホールワンマンツアー「片平里菜 ホールツアー2017」にバンドメンバーとして参加。
- 3月16日、「倉敷市」50周年記念「第31回倉敷音楽祭 由紀さおり&伊澤一葉 コラボレーションin倉敷」を開催。
- 4月-9月、aikoのライブハウスツアー「Love Like Rock vol.8」に佐藤達哉とのダブル鍵盤で参加。
- 6月10日、SOIL&"PIMP"SESSIONSのライブに怪我の丈青に代わってサポートアクトとして参加[21]。
- 9月16日、New Acoustic Camp 2017の木村カエラ、Salyu、片平里菜のステージに参加。
- 12月8日、大橋トリオの活動10周年記念ライブ「ohashiTrio 10th ANNIVERSARY SPECIAL CONCERT "TRIO ERA"」にサポートで参加。
- 12月22日、由紀さおりのクリスマスディナーショーに参加。

2020年
- 1月1日、東京事変としての活動を再開[22]。

2021年
- 4月2日、NHK Eテレで放送される音楽教育番組『ムジカ・ピッコリーノ』の新シーズン・シーズン9にレギュラーキャストとしてフォリア役で出演[23][24]。

## 音楽活動

### バンド
NAM
あっぱを結成する前に率いていたバンド。東京事変の「手紙」（アルバム『大人 (アダルト)』収録）と「生きる」（アルバム『スポーツ』収録）は、それぞれNAM活動の頃に作曲された楽曲「umareku」と「フリーター」が原曲である。
あっぱ
バンドの大黒柱的存在であり、ピアノ・ボーカルを務めるほか、楽曲の作詞・作曲も行う。本名の伊澤啓太郎として活動。
東京事変
前任の鍵盤奏者H是都Mの脱退に伴い、2005年にギタリストの浮雲と共に加入した。ピアノやキーボードなどの鍵盤楽器全般を担当するほか、ギター、バッキングボーカルと一部の曲ではリードボーカルも務める。楽曲制作では作曲や編曲の他、一部の曲では作詞も行い、アルバム『大人 (アダルト)』以降のバンドの一翼を担う。伊澤一葉名義で活動。
the HIATUS
2009年からツアーメンバーとして加入。当初は一部のライブにのみ参加し、普段のライブやレコーディングは堀江博久が担当していた。しかし2012年の堀江の脱退に伴い、翌2013年よりレコーディングメンバーとしての活動も開始、楽曲制作にも加わるようになる。曲作りではボーカルの細美武士とドラムの柏倉隆史との3人で中心となる部分を作り、残りのメンバーを含めた5人でアレンジするという形をとっている。
katsina session（カチナセッション）
伊澤（ピアノ）以外のメンバーは、タブゾンビ（トランペット、SOIL&"PIMP"SESSIONS）、日向秀和（ベース、ストレイテナー、Nothing's Carved In Stoneなど）、柏倉隆史（ドラム、the HIATUS、toe）。

### サポート
レコーディング
- aiko - 「あたしの向こう」（ピアノ）、「夢見る隙間」「未来を拾いに」「さよなランド」（ピアノ・オルガン）、「プラマイ」（ピアノ）
- Ado - 「行方知れず」（キーボード）
- 大橋トリオ - 「Natural Girl feat.伊澤一葉」（ピアノ）、「ユニコーン」（ピアノ）
- 片平里菜 - 「眼鏡越しの空」（ローズ・ピアノ）、「ラブソング」（ピアノ）
- 木村カエラ - 「ここでキスして。（カバー）」（ピアノ）
- GLORY HILL - 「TREASURE」（ピアノ）
- 椎名林檎 - 「いろはにほへと」（チェンバロ）、「ジユーダム」「マ・シェリ」、「私は猫の目 album ver.」、「芒に月」（ピアノ）
- 椎名林檎×斎藤ネコ - 「ギャンブル」（ピアノ）
- 椎名林檎とのっち - 「初KO勝ち」（クラビネット、ウーリッツァー）
- 椎名林檎と新しい学校のリーダーズ -「ドラ1独走（ギター、ウーリッツァー）
- 椎名林檎とDaoko -「余裕の凱旋」（ウーリッツァー、ファルフィッサ）
- 土岐麻子
- ともさかりえ - 『トリドリ。』
- PUFFY - 「冒険のダダダ」（ピアノ）
- ヒトリエ - 「doppel」（ピアノ）
- 吉澤嘉代子 - 「アボカド feat.伊澤一葉」（ピアノ）、「残ってる -ピアノと歌-」（ピアノ）
- 米津玄師 - 「雨の街路に夜光蟲」「ミラージュソング」「ゆめくいしょうじょ」「Lemon」「海の幽霊」（ピアノ）

ライブサポート
- aiko
- edda
- 大橋トリオ
- 片平里菜
- 木村カエラ
- 桐嶋ノドカ
- 坂本冬美
- 坂本真綾
- Salyu
- 椎名林檎
- 柴咲コウ
- 鈴木亜美
- SOIL&"PIMP"SESSIONS
- Chara
- 土岐麻子
- ともさかりえ
- 長谷川きよし
- 平井堅
- 布袋寅泰
- 由紀さおり
- 吉澤嘉代子

### 楽曲提供・編曲・プロデュース
- 大橋トリオ - 「Natural Girl feat.伊澤一葉」（作曲）、「ユニコーン」（編曲）
- 岡本愛梨 - 「アタシ劇場」（プロデュース）
- 木村カエラ - 「ここでキスして。（カバー）」（ピアノアレンジ）
- 倖田來未 - 「情熱（カバー）」（編曲）
- 酒井法子 - 「Funny JANE」（作曲：伊澤一葉、編曲：江口亮・伊澤一葉）
- 坂本真綾 - 「逆光」（作曲：伊澤一葉、編曲：伊澤一葉・江口亮、ストリングス編曲：伊澤一葉・江口亮・石塚徹）
- 坂本真綾 - 「お望み通り」（作曲、編曲：伊澤一葉）
- 土岐麻子 - 「読唇術」（作曲：伊澤一葉、編曲：伊澤一葉・川口大輔）、「QUIZ」（作・編曲）
- ともさかりえ - 「タリンス」（作詞、作曲、編曲）、「子供の情景」（編曲：椎名林檎・伊澤一葉）
- 南波志帆 - 「ばらばらバトル」（作曲、編曲）
- 由紀さおり - 「椿」（作曲：伊澤一葉、編曲：亀田誠治・伊澤一葉）
- 吉澤嘉代子 - 「アボカド feat.伊澤一葉」（作曲：伊澤一葉・吉澤嘉代子）
- LiSA - 「逃避行」（作曲：伊澤一葉、編曲：江口亮・伊澤一葉)